# Paul Wever
Pour les articles homonymes, voir Wever.
Paul Wever est un officier de marine né le 28 janvier 1893 près de Wörth am Rhein et mort le 11 août 1944 à Aix-en-Provence. Il est de commandant la flotte sur la côte sud française en 1944 (Kommandierender Admiral Französische Südküste).

## Kaiserliche Marine
Il rejoint la Kaiserliche Marine en 1912.

## Kriegsmarine

### Débarquement en Provence
Il détient le commandement régional de la Kriegsmarine lors du débarquement en Provence.